# Autographa scapularis
Autographa scapularis är en fjärilsart som beskrevs av Edwards 1882. Autographa scapularis ingår i släktet Autographa och familjen nattflyn. Inga underarter finns listade i Catalogue of Life.